# (31630) Jennywang
1999 GN23 (asteroide 31630) é um asteroide da cintura principal. Possui uma excentricidade de 0.17626970 e uma inclinação de 3.68873º.
Este asteroide foi descoberto no dia 6 de abril de 1999 por LINEAR em Socorro.